# ǀAib
ǀAibKlicklaut (ŋ̥ǀˀə́ip, Feuer-Mann) war ein mythischer Führer der Bondelswart-Nama (ǃGami-ǂnun) in Namibia. Er war der dritte Herrscher nach ǀNanub und vor ǂOab und soll um 1800 regiert haben. Der erste historisch fassbare Kaptein der Bondelswart-Nama war Abraham um 1843.